# العلاقات السويدية النيوزيلندية
العلاقات السويدية النيوزيلندية هي العلاقات الثنائية التي تجمع بين السويد ونيوزيلندا.

## مقارنة بين البلدين
هذه مقارنة عامة ومرجعية للدولتين:
| وجه المقارنة                                              | السويد                                                                               | نيوزيلندا                                              |
| --------------------------------------------------------- | ------------------------------------------------------------------------------------ | ------------------------------------------------------ |
| المساحة (كم2)                                             | 450.30 ألف                                                                           | 268.02 ألف                                             |
| عدد السكان (نسمة)                                         | 10.16 مليون                                                                          | 4.24 مليون                                             |
| الكثافة السكانية (ن./كم²)                                 | 22.56                                                                                | 15.82                                                  |
| العاصمة                                                   | ستوكهولم                                                                             | ويلينغتون، أوكلاند                                     |
| اللغة الرسمية                                             | اللغة السويدية، لغات السامي، اللغة الفنلندية، منكيلي، اللغة الرومنية، اللغة اليديشية | لغة إنجليزية، اللغة الماورية، لغة الإشارة النيوزيلندية |
| العملة                                                    | كرونة سويدية                                                                         | دولار نيوزيلندي، الجنيه النيوزيلندي                    |
| الناتج المحلي الإجمالي (بليون دولار)                      | 538.04 مليار                                                                         | 205.85 مليار                                           |
| الناتج المحلي الإجمالي (تعادل القوة الشرائية) بليون دولار | 469.01 مليار                                                                         |                                                        |
| الناتج المحلي الإجمالي الاسمي للفرد دولار أمريكي          | 50.58 ألف                                                                            |                                                        |
| الناتج المحلي الإجمالي للفرد دولار أمريكي                 | 45.30 ألف                                                                            |                                                        |
| مؤشر التنمية البشرية                                      | 0.907                                                                                | 0.914                                                  |
| رمز المكالمات الدولي                                      | +46                                                                                  | +64                                                    |
| رمز الإنترنت                                              | .se                                                                                  | .nz                                                    |
| المنطقة الزمنية                                           | توقيت وسط أوروبا، ت ع م+01:00، ت ع م+02:00، أوروبا/ستوكهولم ‏                         | ت ع م+13:00، ت ع م+12:00                               |

## منظمات دولية مشتركة
يشترك البلدان في عضوية مجموعة من المنظمات الدولية، منها:
| علم المنظمة | اسم المنظمة                               | تاريخ انضمام السويد | تاريخ انضمام نيوزيلندا |
| ----------- | ----------------------------------------- | ------------------- | ---------------------- |
|             | بنك التنمية الآسيوي                       | 1966                | 1966                   |
|             | وكالة ضمان الاستثمار متعدد الأطراف        | 12 أبريل 1988       | 22 أبريل 2008          |
|             | منظمة التعاون الاقتصادي والتنمية          | ?                   | ?                      |
|             | الأمم المتحدة                             | 19 نوفمبر 1946      | 24 أكتوبر 1945         |
|             | الوكالة الدولية للطاقة                    | ?                   | ?                      |
|             | الفريق المعني برصد الأرض                  | ?                   | ?                      |
|             | منظمة حظر الأسلحة الكيميائية              | ?                   | ?                      |
|             | منظمة التجارة العالمية                    | 1995                | ?                      |
|             | منظمة الشرطة الجنائية الدولية             | ?                   | ?                      |
|             | مؤسسة التنمية الدولية                     | 24 سبتمبر 1960      | 1 أكتوبر 1974          |
|             | نظام تحكم تكنولوجيا القذائف               | 1991                | 1991                   |
|             | يونسكو                                    | 23 يناير 1950       | 4 نوفمبر 1946          |
|             | الاتحاد البريدي العالمي                   | ?                   | ?                      |
|             | البنك الدولي للإنشاء والتعمير             | 31 أغسطس 1951       | 31 أغسطس 1961          |
|             | المنظمة الهيدروغرافية الدولية             | ?                   | ?                      |
|             | الاتحاد الدولي للاتصالات                  | 1866                | 3 يونيو 1878           |
|             | مؤسسة التمويل الدولية                     | 20 يوليو 1956       | 31 أغسطس 1961          |
|             | المركز الدولي لتسوية المنازعات الاستشارية | 28 يناير 1967       | 2 مايو 1980            |
|             | مجموعة أستراليا                           | 1991                | 1985                   |
|             | مجموعة الموردين النوويين                  | ?                   | ?                      |

## أعلام
هذه قائمة لبعض الشخصيات التي تربطها علاقات بالبلدين:
- أنطون أندرسون (سياسي أمريكي، 1892 – 1960)
- راسل كرو (ممثل أسترالي ومنتج أفلام وموسيقي، 7 أبريل 1964[22][23][24] – )
- روث بارك (24 أغسطس 1917[25][26][27] – 14 ديسمبر 2010[28][26][27])

## وصلات خارجية
- موقع وزارة الخارجية السويدية
- موقع وزارة الخارجية النيوزيلندية